# Earl Ligonier

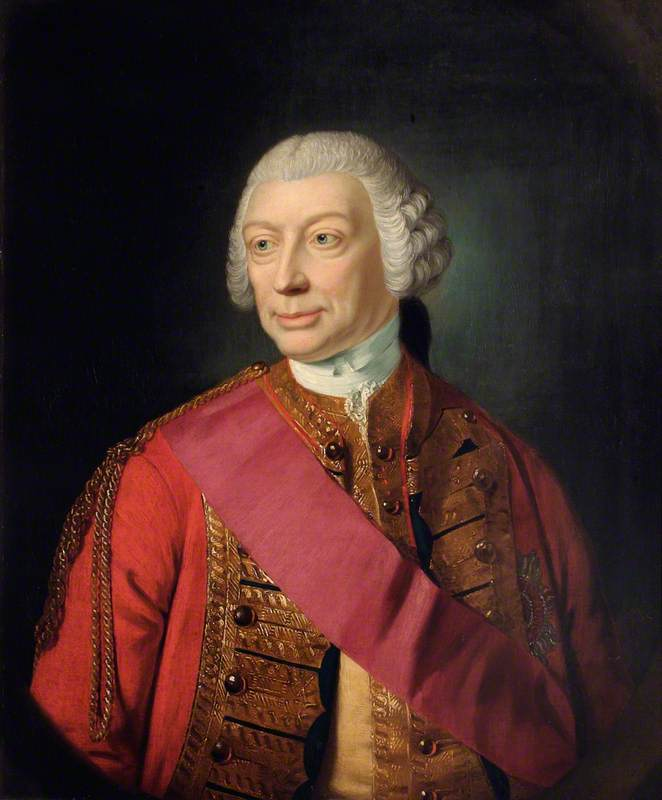
John Ligonier, 1. Earl Ligonier

Earl Ligonier war ein erblicher britischer Adelstitel, der je einmal in der Peerage of Great Britain und in der Peerage of Ireland verliehen wurde.

## Verleihung
Der Titel wurde erstmals am 10. September 1766 in der Peerage of Great Britain für den Feldmarschall John Ligonier, 1. Viscount Ligonier geschaffen.
Diesem waren bereits in der Peerage of Ireland am 31. Dezember 1757 der Titel Viscount Ligonier, of Enniskillen, und am 20. Mai 1762 der Titel Viscount Ligonier, of Clonmell, sowie am 27. April 1763 in der Peerage of Great Britain der Titel Baron Ligonier, of Ripley in the County of Surrey, verliehen worden. Da dieser unverheiratet blieb, war ihm der Titel des Viscount Ligonier, of Clonmell, mit dem besonderen Zusatz verliehen worden, dass dieser Titel in Ermangelung eigener männlicher Nachkommen auch an seinen Neffen Edward Ligonier (1740–1782) und dessen männliche Nachkommen vererbbar sei. Als der 1. Earl am 28. April 1770 kinderlos starb, erloschen alle seine Titel bis auf die letztgenannte Viscountcy, die an seinen Neffen als 2. Viscount fiel.
Diesem 2. Viscount wurde am 19. Juli 1776 der Titel Earl Ligonier, of Clonmell in the County of Tipperary, in der Peerage of Ireland neu verliehen. Da dieser keine Söhne hinterließ erloschen seine beiden Titel schließlich bei seinem Tod am 14. Juni 1782.

## Liste der Earl Ligonier

### Earls Ligonier, erste Verleihung (1766)
- John Ligonier, 1. Earl Ligonier, 1. Viscount Ligonier (1680–1770)

### Earls Ligonier, zweite Verleihung (1776)
- Edward Ligonier, 1. Earl Ligonier, 2. Viscount Ligonier (1740–1782)